# Serralades Bètiques

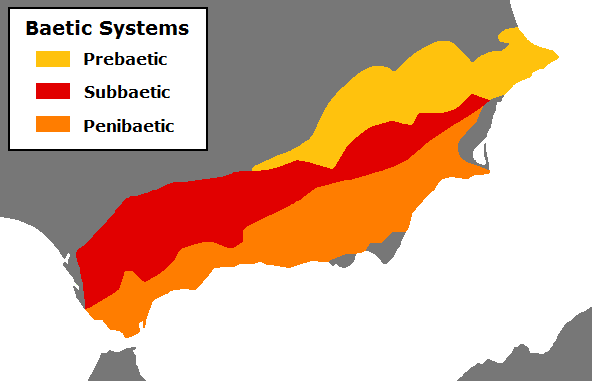
Representació esquemàtica dels Sistemes Bètics

Les Serralades Bètiques o els Sistemes Bètics són el conjunt de serralades que constitueixen el segment més occidental del sistema de plegament alpí indoeuropeu. S'estenen des del sud de la península Ibèrica –del golf de Cadis– fins a Alacant i les Illes Balears. Formen part de l'Arc de Gibraltar. Les Serralades Bètiques es divideixen en:

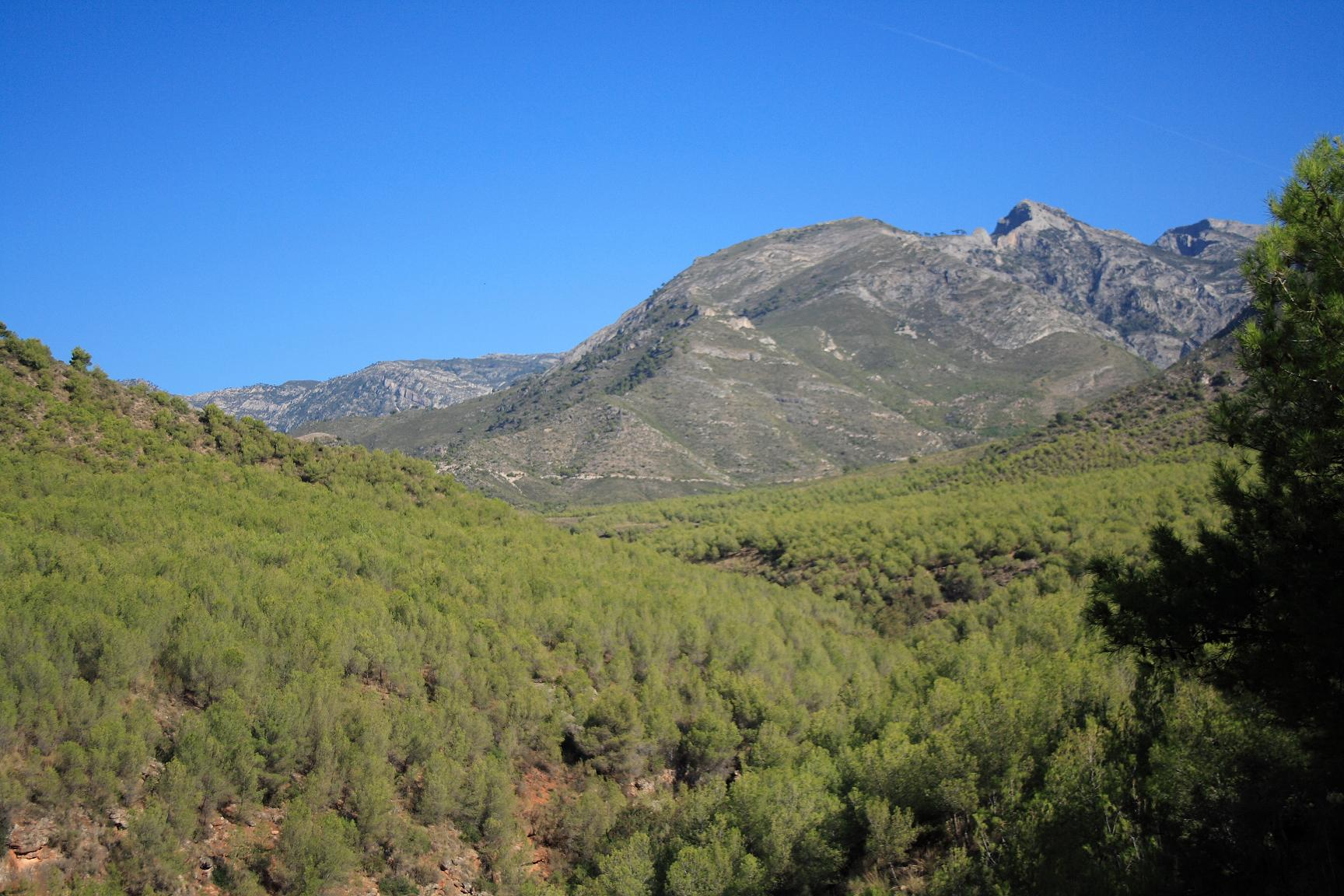
Sierra Almijara a la Serralada Penibètica.

## Serralades

### Serralada Penibètica
La Serralada Penibètica o Sistema Penibètic és la serralada més meridional de les serralades Bètiques i discorre per la costa sud d'Andalusia, des de la província de Màlaga fins a la província de Múrcia. Corre paral·lelament a la costa de la mar Mediterrània, des de Gibraltar al camp de Cartagena. Inclou la Sierra Nevada amb el Mulhacén, el pic més alt del sistema i de la península Ibèrica, amb 3.482 metres d'altitud.

### Serralada Subbètica
La Serralada Subbètica o Sistema Subbètic és el grup de serralades que forma l'arc exterior de les serralades Bètiques, des del Cap Trafalgar fins a la Regió de Múrcia, amb una extensió de poc més de 500 km.

### Serralada Prebètica
La Serralada Prebètica o Sistema Prebètic es troba a la part oriental del Sistema Bètic que s'estén des de Martos, de la província de Jaén, fins a l'interior de la cap de la Nau a la Marina Alta, de la província d'Alacant.
- Serra de Tramuntana: és part d'una prolongació nord-oriental del Sistema Prebètic que se submergeix en la mar Mediterrània des de la cap de la Nau i emergeix a les Illes Balears, a Eivissa i Mallorca.